# Aleksej Gavrilovič Venecianov

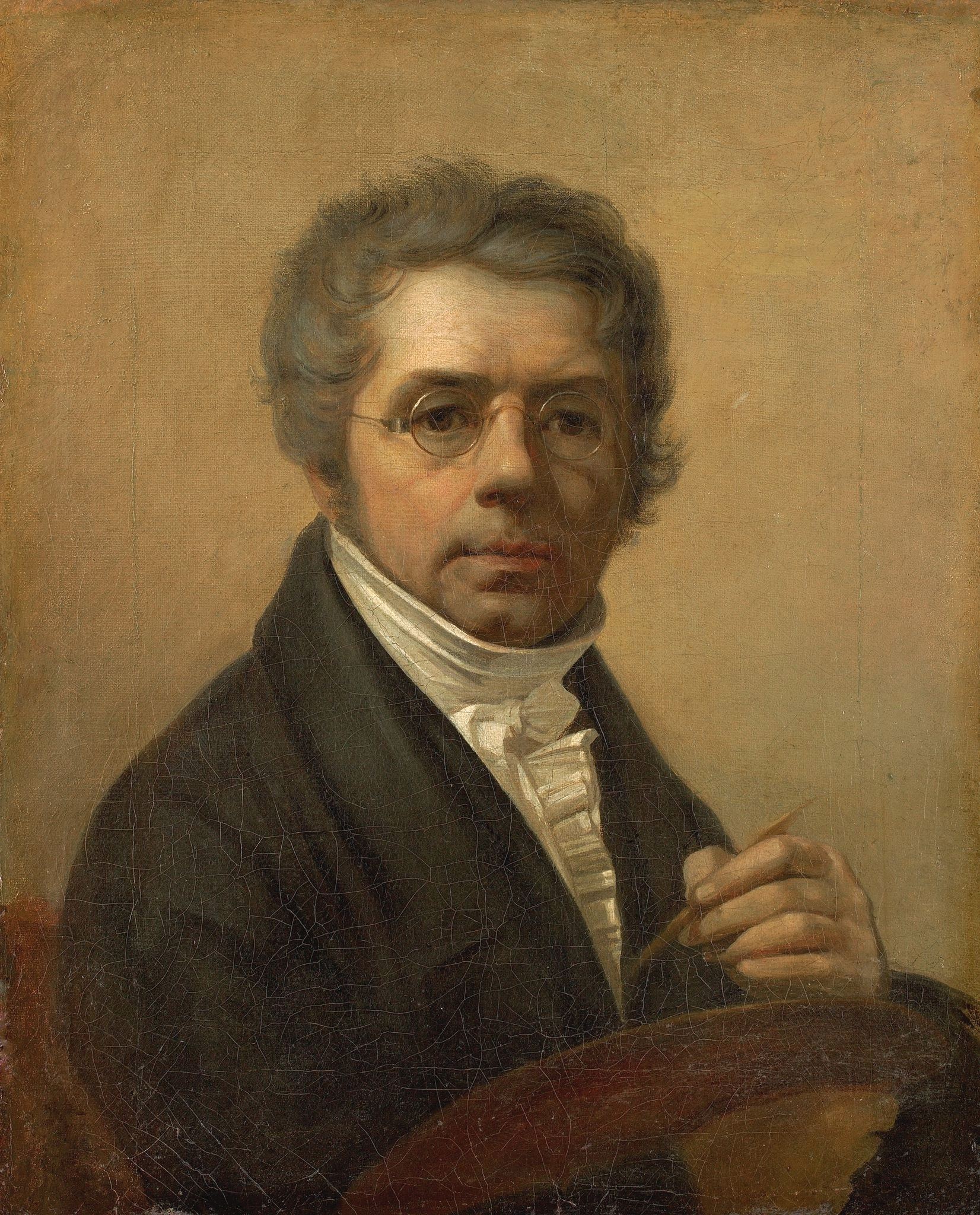
Venecianov, Autoritratto, 1811 Galleria Tret'jakov, Mosca

Aleksej Gavrilovič Venecianov (Mosca, 18 febbraio 1780 – Tver', 16 dicembre 1847) è stato un pittore, illustratore e docente russo.

## Biografia
Aleksej Venecianov discendeva da una famiglia greca, originaria dell'Epiro, il cui cognome era Michapoulo-Proko o Farmaki-Proko. A suo nonno Fëdor, emigrato in Russia intorno agli anni 1730-1740, insieme alla moglie Angela e al figlio Georgij, era stato dato il soprannome di Veneciano, che mutò poi in Venecianov.
Aleksej Venecianov lavorò nella bottega di famiglia - uno spaccio di generi vari, fra cui pennelli e tele. Ottenne un impiego governativo, come sorvegliante forestale. Studiò pittura, prima in modo discontinuo, quindi a San Pietroburgo con Vladimir Borovikovskij. Dipinse ritratti, tra cui quello di sua madre. A Mosca ebbe occasione di apprendere le tecniche del pastello.
Visitava l'Ermitage e ricopiava dipinti di maestri fiamminghi, di Luca Giordano, di Rosalba Carriera, ma anche di Murillo. Fu incantato di fronte alla luminosità del dipinto Messa nel Convento dei Cappuccini a Roma, di François-Marius Granet, opera che arrivò nel 1821 all'Ermitage.

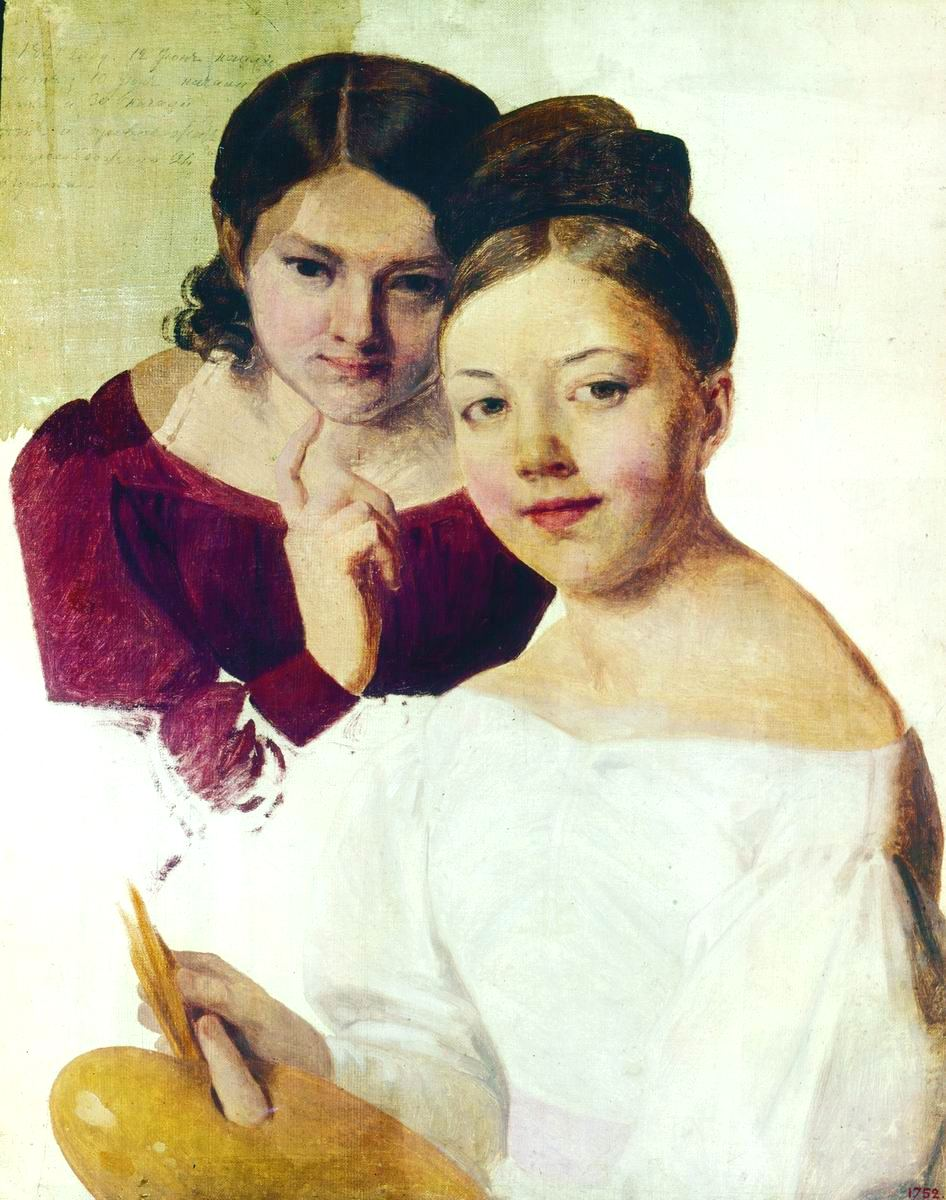
Venecianov, Le figlie Aleksandra e Felicata, Museo russo, San Pietroburgo

Nel 1807 era militare a San Pietroburgo. Stampava lubok (plurale lubki), cioè stampe popolari russe su legno, con racconti e note sotto forma di vignette e con brevi didascalie. Nel 1808 pubblicò una rivista satirica con caricature che fu censurata dopo tre numeri. Fervente patriota, attaccò ferocemente l'aggressività di Napoleone I. Nel 1811 fu ammesso fra gli accademici dell'Accademia di belle arti, grazie al ritratto di Kirill Golovačevskij.
Dipingeva scene di genere, era ben accetto nelle famiglie nobili e borghesi e diventò membro della Società per l'incoraggiamento delle belle arti.
Nel 1818 abbandonò la città e la vita militare e con la moglie Marthe e le figlie Aleksandra e Felicata si ritirò in campagna, a Safonkovo, nel distretto di Tver', dove fondò una scuola di pittura, insieme a Vasilij Žukovskij. Tra i suoi allievi c'era sua figlia Aleksandra Venecianova, che divenne una nota pittrice, e Grigorij Soroka, pittore dotato di particolare intuito psicologico. Venne così a contatto con il mondo contadino e, primo in Russia, dipinse scene agresti riprese dal vero, all'aperto e al chiuso.
Nel 1830 ottenne dallo zar Nicola I di Russia il titolo di pittore di corte.
Fu sepolto a Dubrovskoe - oggi Venecianova - vicino a Tver'.
Venecianov ha dipinto ritratti di contemporanei: lo scrittore Nikolaj Gogol' (1834), Viktor Kočubej (1830 circa), Nikolaj Karamzin (1828), l'ispettore dell'Accademia К. I. Golovačevskij lo ha raffigurato in compagnia di tre ragazzi che simboleggiano la pittura, la scultura e l'architettura.
La sua popolarità è dovuta alle scene rurali e ai ritratti; ma dipinse anche icone, tra cui quelle per la cattedrale della Resurrezione di San Pietroburgo, conosciuta anche come cattedrale di Smol'nyj.

## Galleria d'immagini

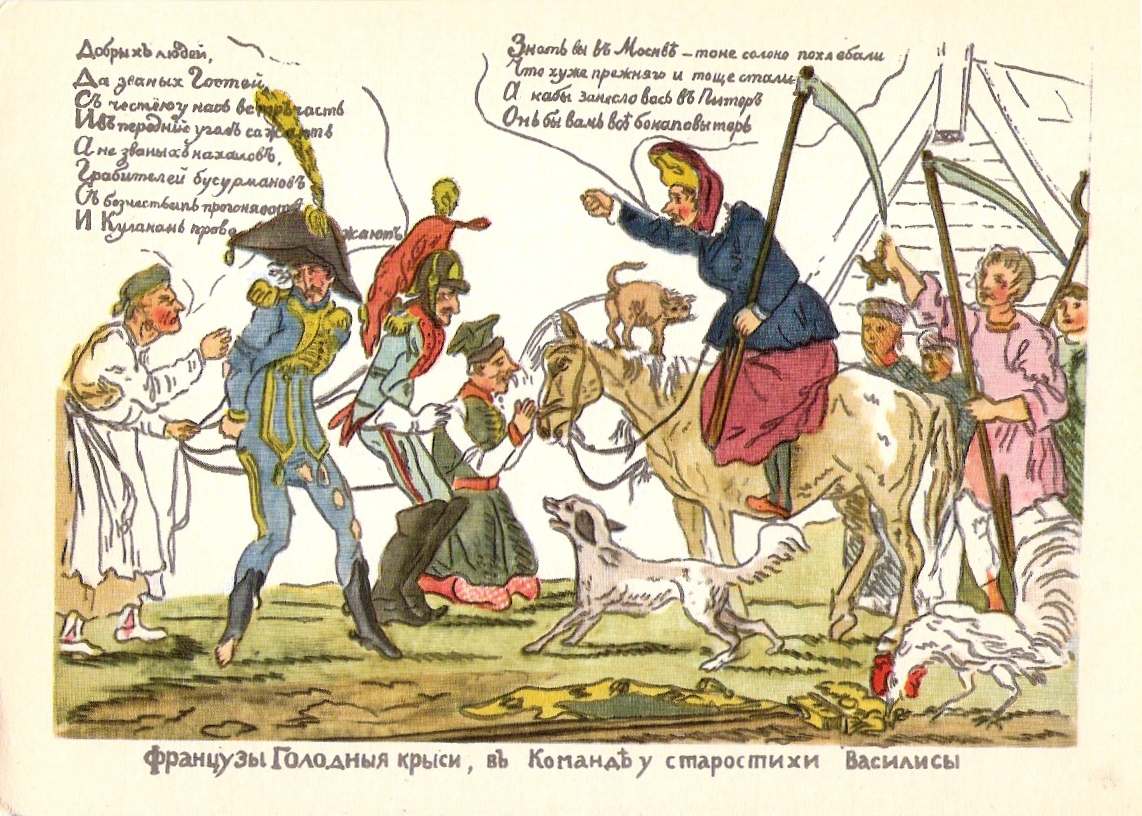
Aleksej Venecianov, Stampa satirica antifrancese, 1812
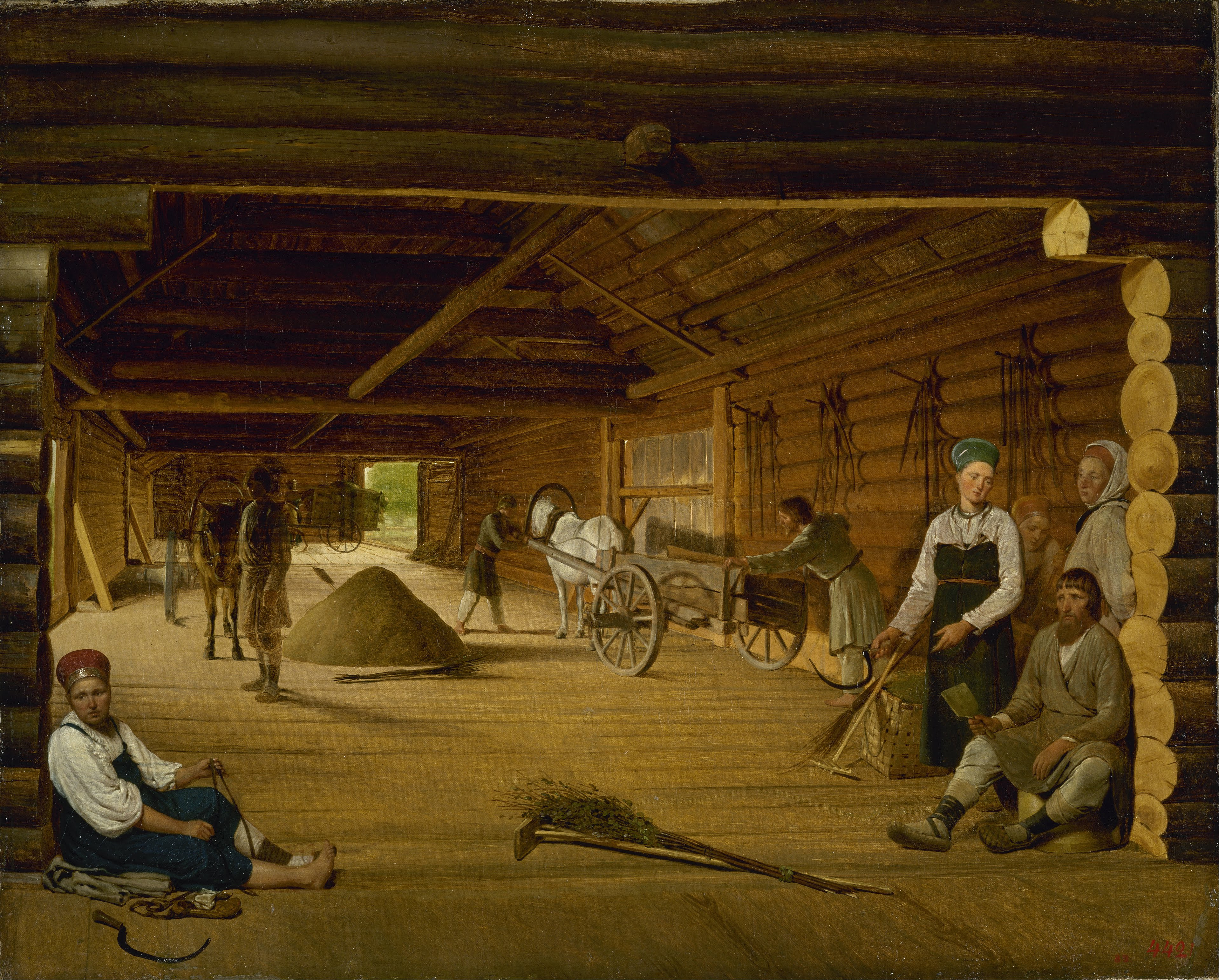
Aleksej Venecianov, Gumno, 1821-1822 Museo russo San Pietroburgo
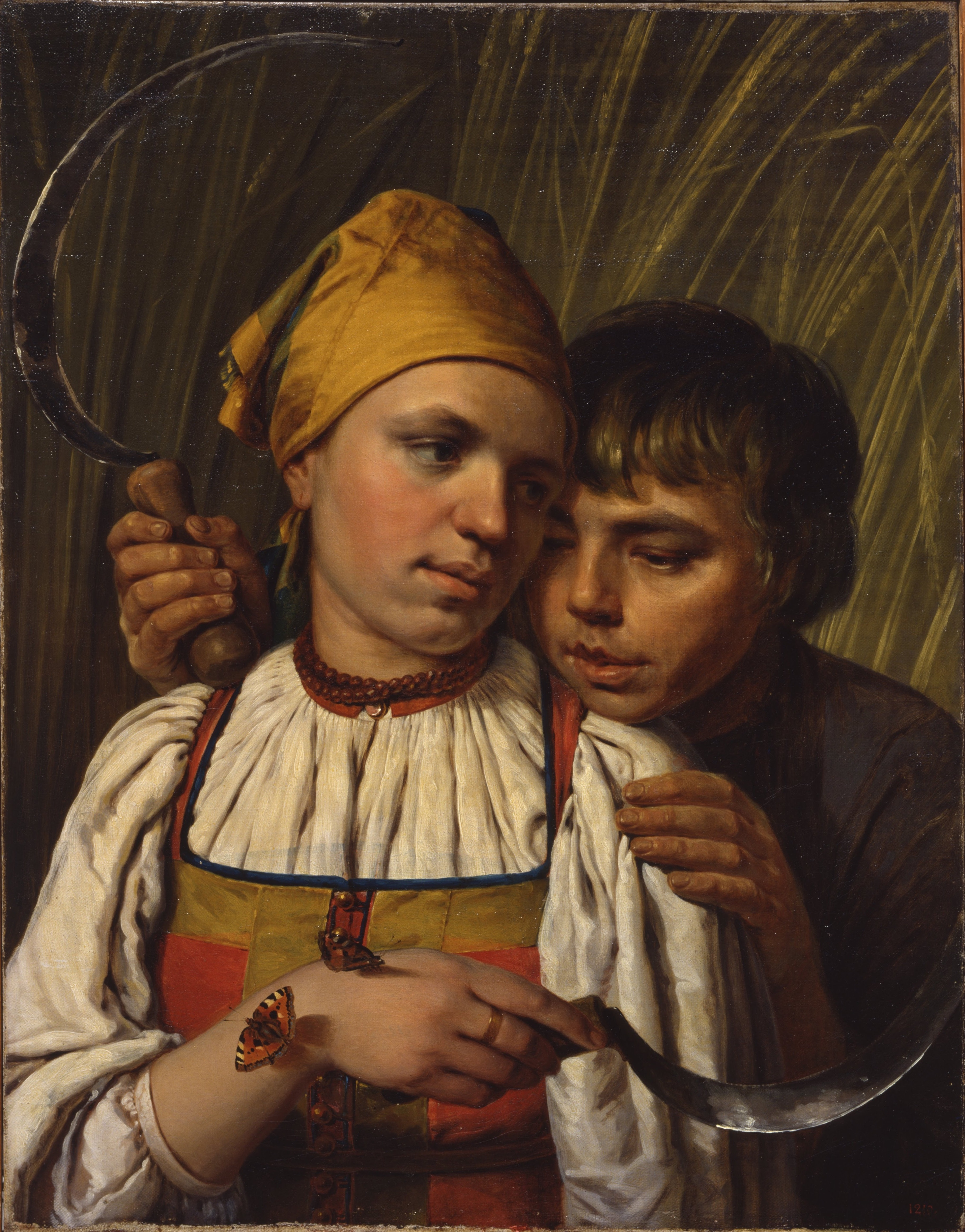
Aleksej Venecianov, Falciatori
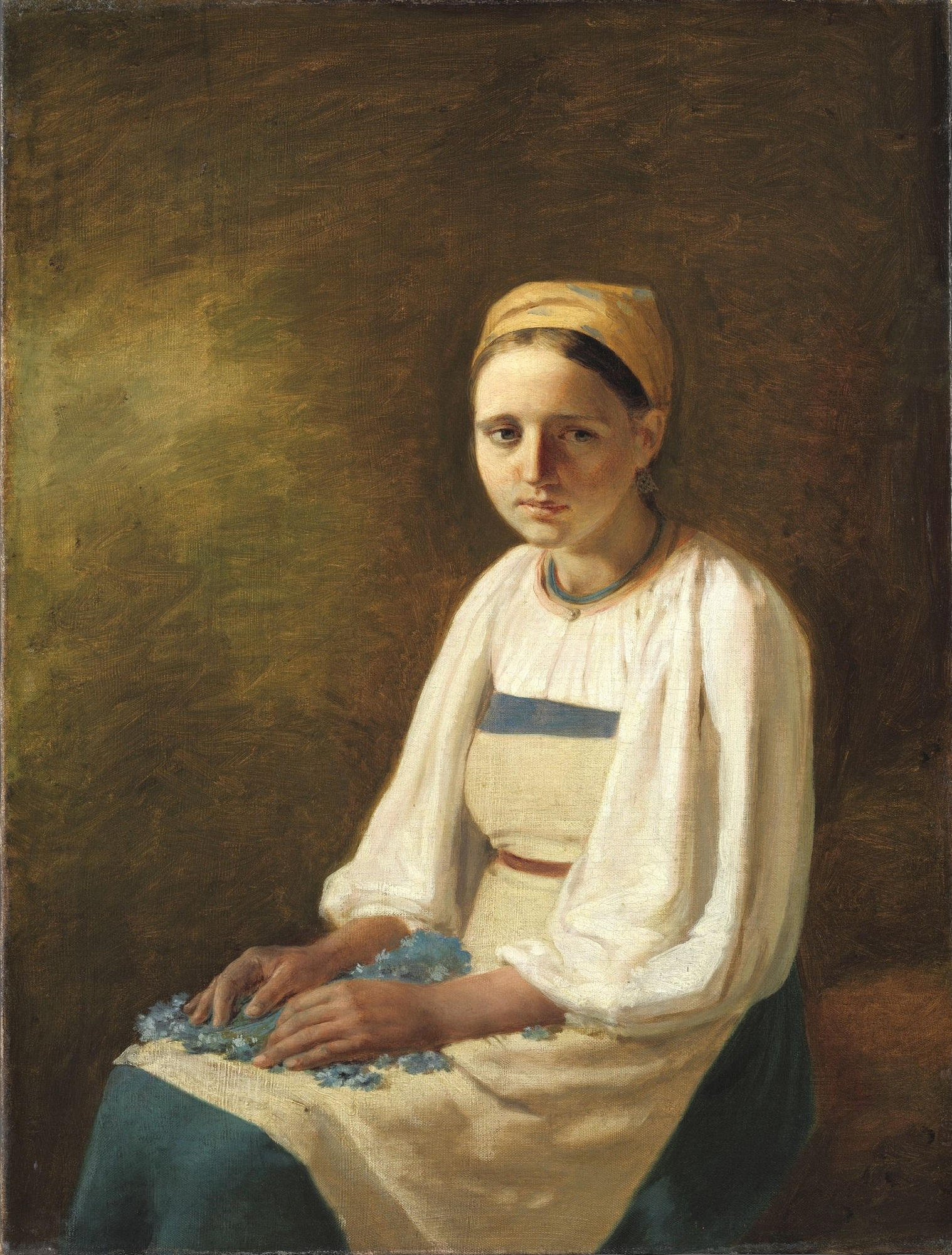
Aleksej Venecianov, Giovane contadina con fiordalisi, 1825-1826, Galleria Tret'jakov, Mosca
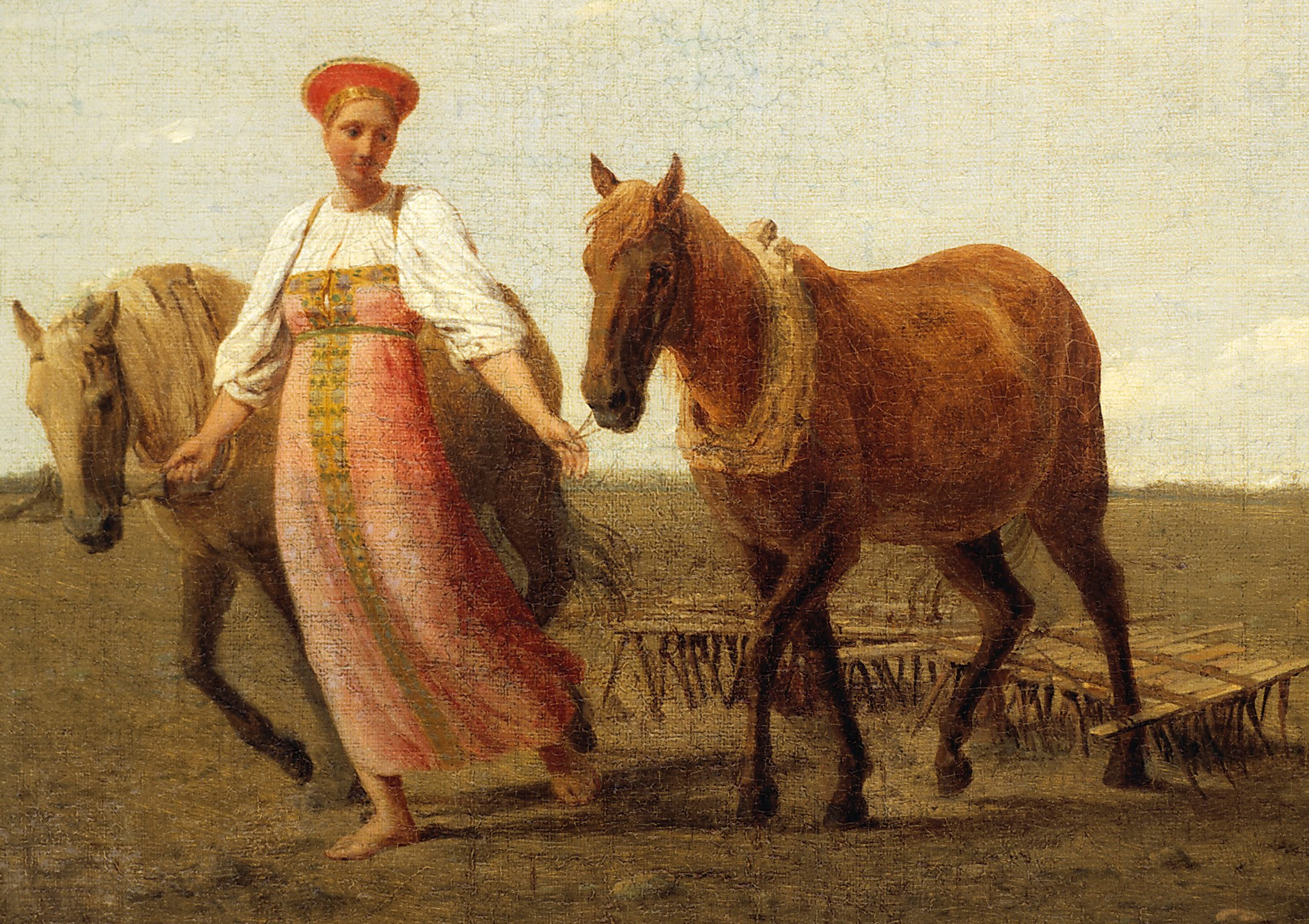
Aleksej Venecianov, Estate, Galleria Tret'jakov, Mosca

## Dediche

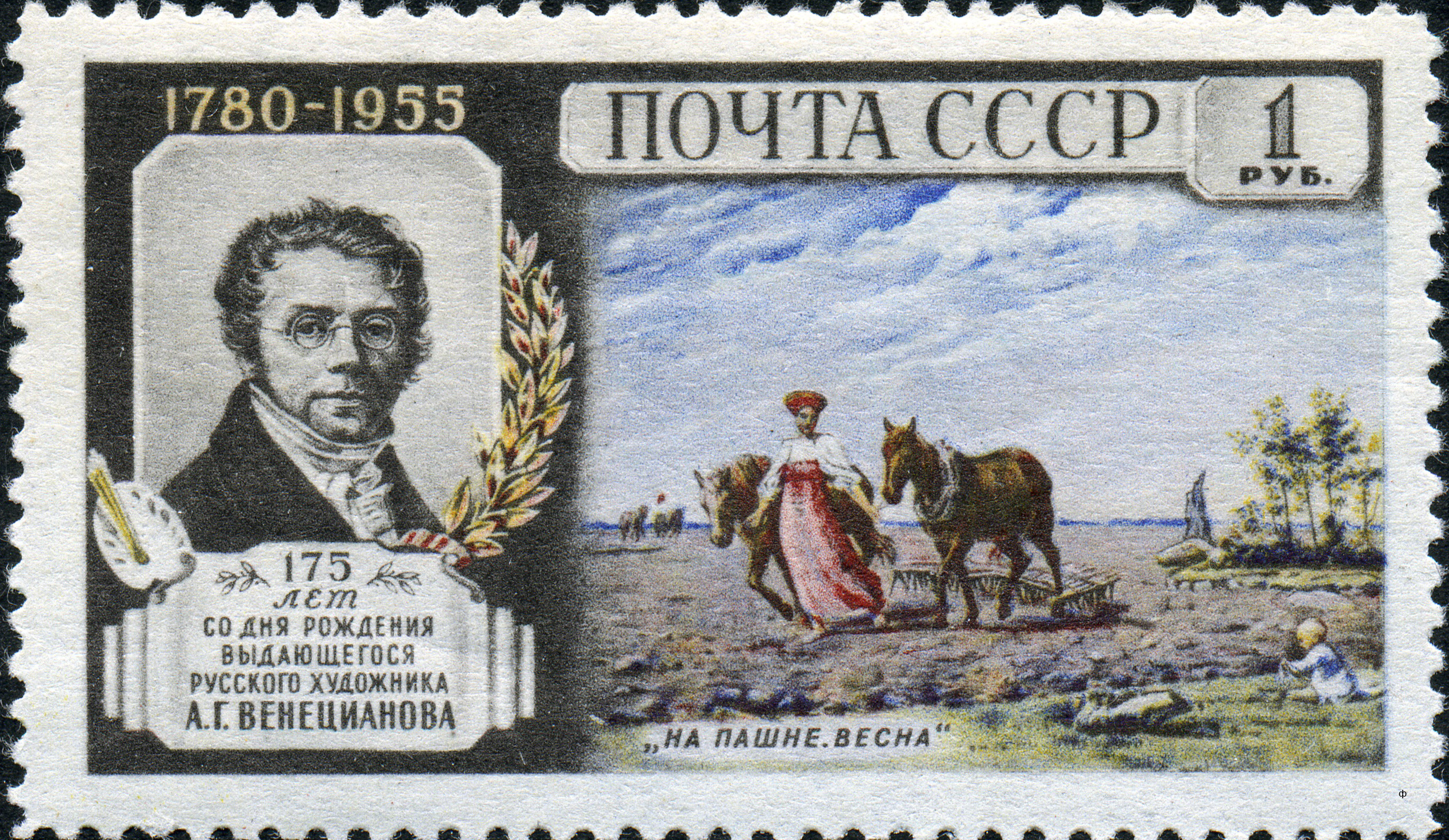
Francobollo USSR, 1955

- 1955, Serie di francobolli postali russi dedicati a Venecianov
- A Vyšnij Voločëk monumento alla memoria